# Stretto di Culebra

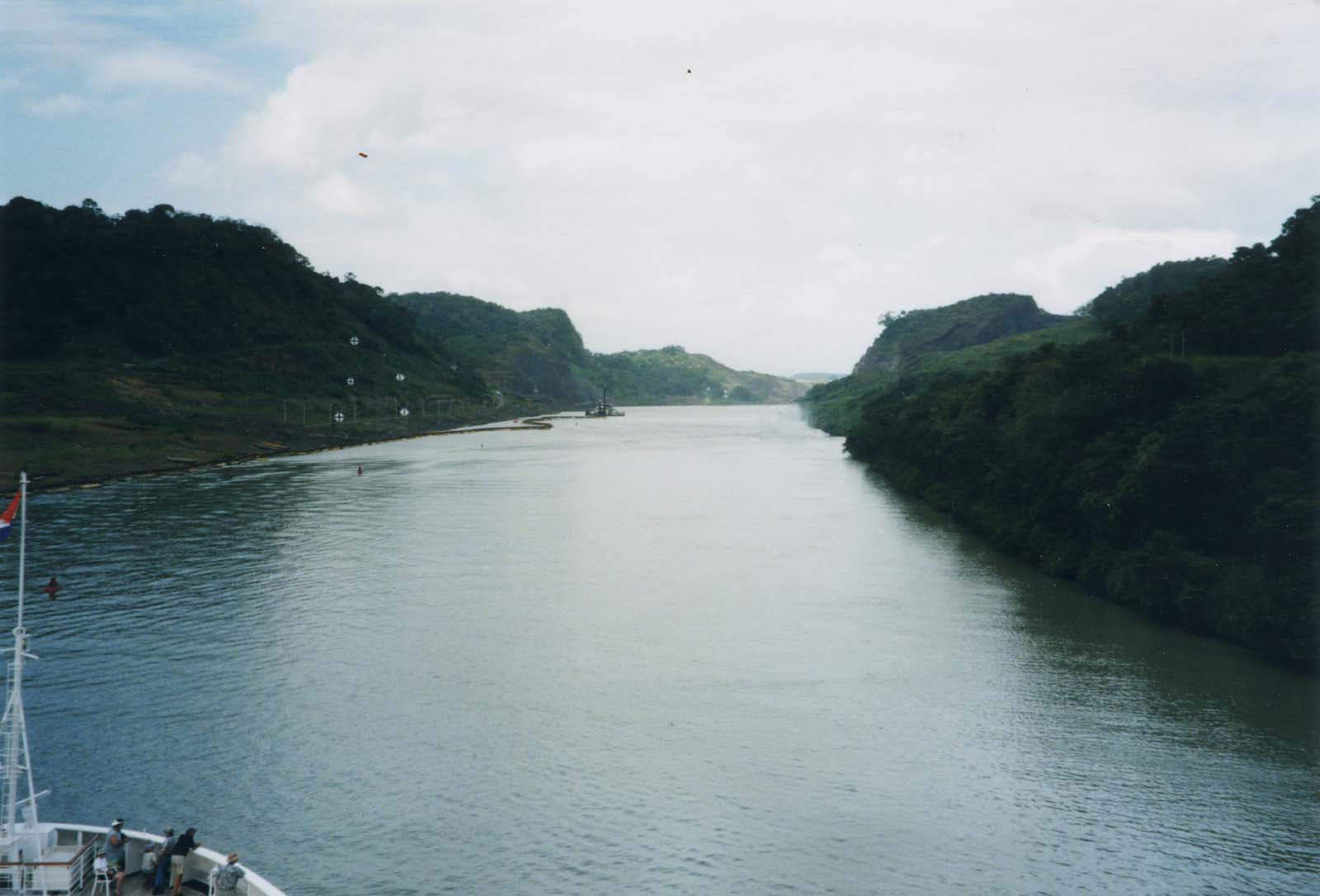
Lo stretto di Culebra (gennaio 2000)

Lo stretto di Culebra, precedentemente chiamato stretto di Gaillard, è una valle artificiale che taglia lo spartiacque continentale a Panama. Il taglio fa parte del Canale di Panama, che collega il lago Gatun, e quindi l'Oceano Atlantico, al Golfo di Panama e quindi l'Oceano Pacifico. È lungo 12,6 km: dalla chiusa di Pedro Miguel sul lato Pacifico al braccio del fiume Chagres del lago Gatun, con un livello dell'acqua di 26 m s.l.m.
La costruzione dello stretto fu una delle più grandi imprese ingegneristiche dell'inizio del ventesimo secolo; l'immenso sforzo richiesto per completarlo fu giustificato dalla grande importanza del canale per la navigazione, e in particolare dagli interessi strategici degli Stati Uniti d'America.
Culebra è il nome della cresta montuosa che l'omonimo stretto attraversa, e che già in origine venne applicato allo stretto stesso. Dal 1915 al 2000 il taglio fu chiamato stretto di Gaillard dal maggiore statunitense David du Bose Gaillard, che aveva guidato lo scavo.  Nel 2000, dopo che Panama divenne proprietaria dell'omonimo canale il 31 dicembre 1999, il nome è stato cambiato in Culebra. Dal 2004 lo stretto è attraversato dal ponte del Centenario.

## Costruzione

### I lavori in mano alla Francia

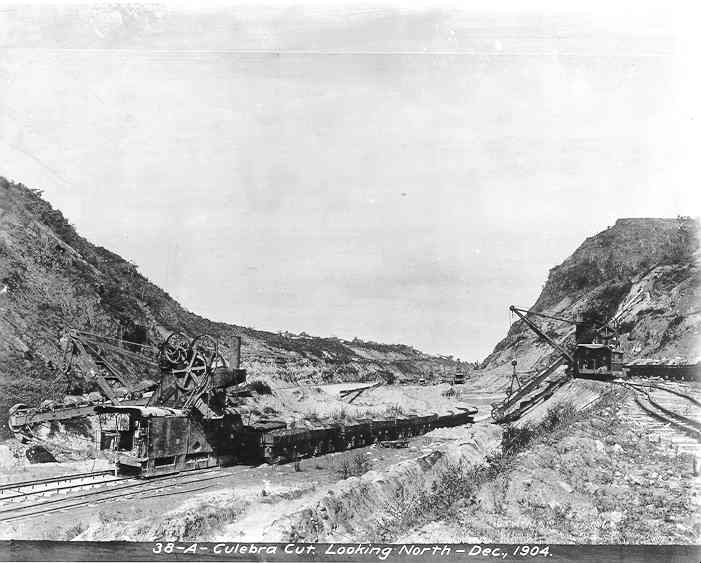
Lo stretto di Culebra nel dicembre 1904

Lo scavo dello stretto è stato iniziato da un'impresa francese, guidata da Ferdinand de Lesseps, che stava tentando di costruire un canale a livello del mare tra gli oceani, con una larghezza di 22 metri. Gli scavi dello stretto iniziarono il 22 gennaio 1881. Una combinazione di malattie, sottovalutazione di problemi tecnici e difficoltà finanziarie portò al collasso lo sforzo francese, e gli Stati Uniti comprarono il progetto nel 1904. I francesi avevano scavato circa 14 256 000 metri cubi di materiale, e avevano abbassato la cima da 64 a 59 metri sul livello del mare, su una larghezza relativamente stretta.

### Continuazione statunitense dei lavori

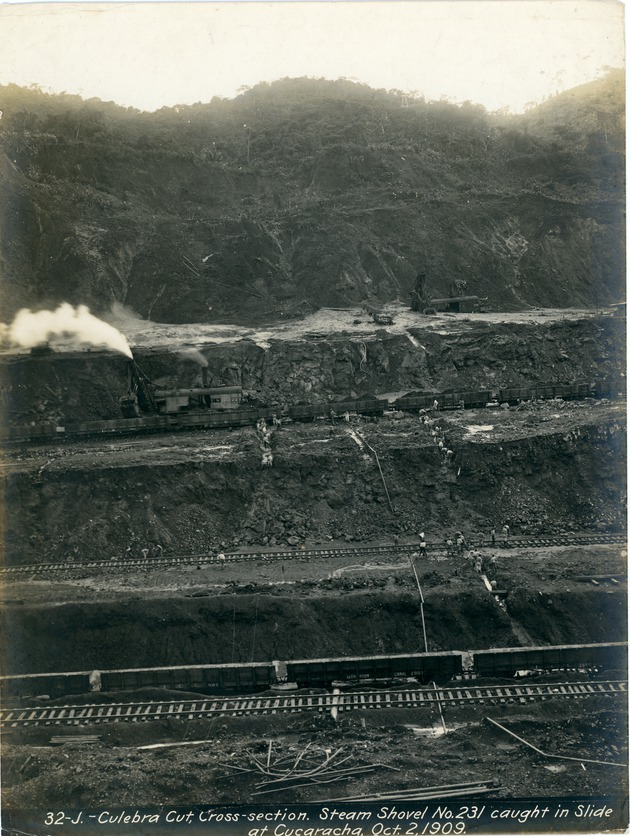
Stretto di Culebra in costruzione (1909)

Gli Stati Uniti assunsero la guida dei lavori il 4 maggio 1904. Sotto la guida di John F. Stevens, e successivamente di George Washington Goethals, gli americani iniziarono a lavorare ad uno stretto più ampio ma non così profondo, come parte di un nuovo progetto per un canale sopraelevato basato sull'utilizzo di chiuse, con una larghezza del fondale pari a 91 metri; questo avrebbe richiesto la creazione di una valle larga fino a 540 metri nel punto più alto. È stata importata una grande quantità di nuove attrezzature ed è stato costruito un sistema ferroviario completo per la rimozione delle immense quantità di terra e di detriti rocciosi. 
Il maggiore David du Bose Gaillard, del U.S. Army Corps of Engineers, si unì al progetto contemporaneamente a Goethals e fu messo a capo del distretto centrale del canale, quindi responsabile di tutti i lavori tra il lago di Gatun e le chiuse di Pedro Miguel, in particolare dello stretto di Culebra. Gaillard ha portato dedizione e una leadership tranquilla e lungimirante al suo difficile e complesso compito.